# Bromelia humilis
Bromelia humilis är en gräsväxtart som beskrevs av Nikolaus Joseph von Jacquin. Bromelia humilis ingår i släktet Bromelia och familjen Bromeliaceae. Inga underarter finns listade i Catalogue of Life.

## Bildgalleri

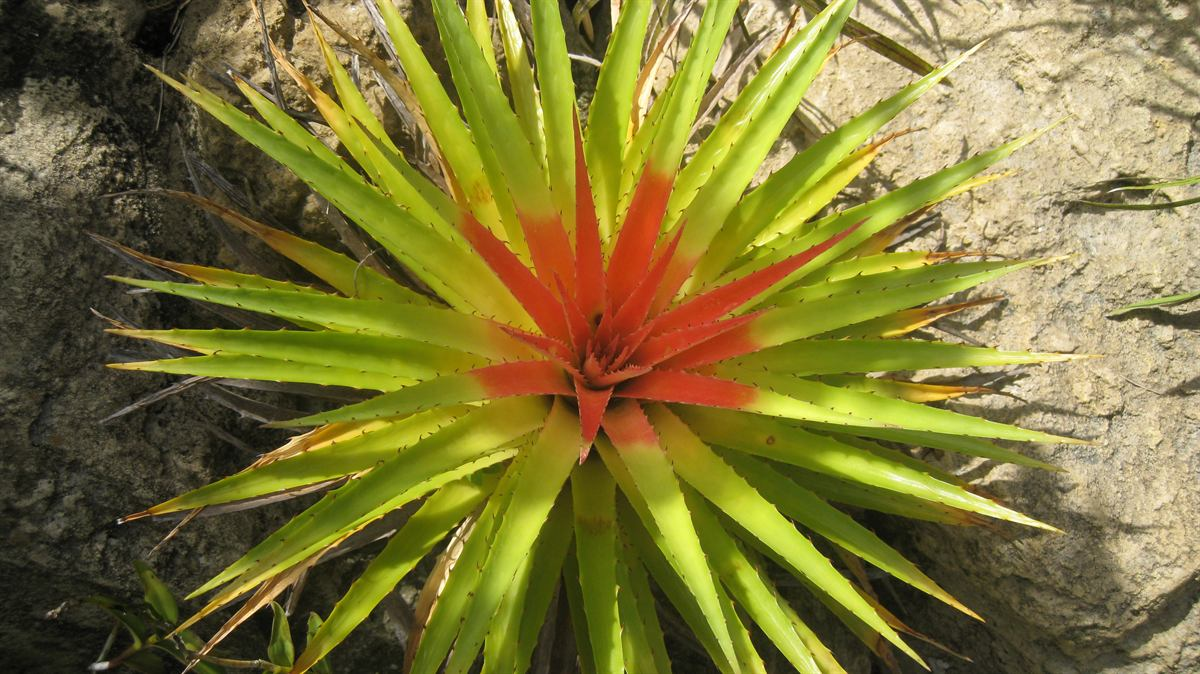